# Gastromyzon megalepis
Gastromyzon megalepis är en fiskart som beskrevs av Roberts 1982. Gastromyzon megalepis ingår i släktet Gastromyzon och familjen grönlingsfiskar. Inga underarter finns listade i Catalogue of Life.